# Werner Butter

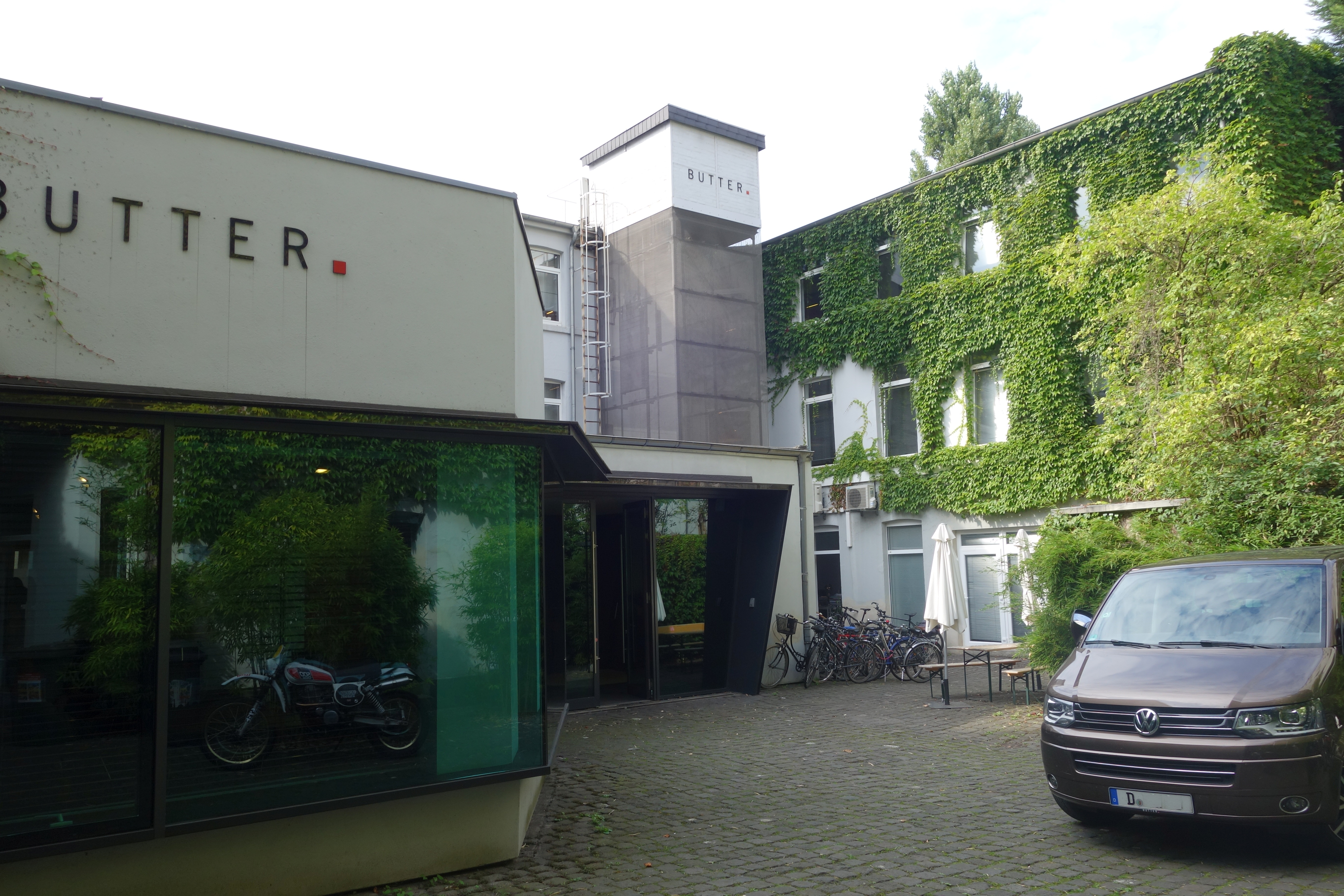
Geschäftsräume der Agentur Butter in Düsseldorf im Jahr 2017

Werner Butter (* 25. Oktober 1932 in Düsseldorf-Flingern; † 20. Januar 2009 auf Mallorca) war ein deutscher Werbetexter. 
Anfänglich arbeitete Butter als Stahlgroßhändler, auch war er gelernter Sägenmacher und gelernter Journalist. Zur Zeit des Baus der Berliner Mauer war er Kulturredakteur beim Kurier in Berlin.
1964 wurde Butter Texter bei der ersten Auslandsdependance der in New York ansässigen Kreativ-Agentur Doyle Dane Bernbach (DDB), die in Düsseldorf eröffnet worden war. In dieser war er fast 20 Jahre lang als Geschäftsführer verantwortlich für die Kreation. Seine in dieser Zeit geschaffenen Kampagnen, vor allem die für den VW Käfer und den VW Golf, gelten heute als Klassiker der deutschen Werbung. Dazu zählen beispielsweise der Claim „Da weiß man, was man hat“ (für den VW Käfer, 1970 von Persil übernommen), „Er läuft und läuft und läuft“ und „Der Ervolkswagen“.
1985 gehörte Werner Butter zu den Gründern der deutsch-französischen Agentur RSCG, BUTTER, RANG in Düsseldorf. 1995 gründete er gemeinsam mit weiteren Partnern die Agentur, die heute seinen Namen trägt: Butter. GmbH.
Im Lauf seines Schaffens erhielt der Werbefachmann zahlreiche internationale und nationale Auszeichnungen, darunter 111 des renommierten Art Directors Club für Deutschland (ADC). Auf Vorschlag des damaligen nordrhein-westfälischen Ministerpräsidenten Wolfgang Clement wurde das Lebenswerk von Werner Butter im Mai 2001 mit der Verleihung des Verdienstkreuzes am Bande des Verdienstordens der Bundesrepublik Deutschland gewürdigt.
Im Jahre 2005 wurde Butter in die „Hall of Fame der deutschen Werbung“ aufgenommen.